# Isostenosmylus nigrifrons
Isostenosmylus nigrifrons är en insektsart som beskrevs av Douglas E. Kimmins 1940. Isostenosmylus nigrifrons ingår i släktet Isostenosmylus och familjen vattenrovsländor. Inga underarter finns listade i Catalogue of Life.